# Andreas Poulsen
Andreas Poulsen (født 13. oktober 1999) er en dansk fodboldspiller, der spiller for Superliga-klubben Silkeborg IF, hvor han har spillet siden 2024.

## Klubkarriere
Han er født og opvokset i Ikast, og han startede også sin fodboldkarriere FC Midtjyllands samarbejdsklub Ikast KFUM. Her var fodboldspillet blot på et hyggeplan. Som U/13-spiller valgte han at give fodboldkarrieren en reel chance, hvorfor han skiftede til Herning Elite.

### FC Midtjylland
Han fik sin professionelle debut som førsteårs U/19-spiller i Superligaen for FC Midtjylland den 1. december 2016 i en kamp mod Silkeborg IF, hvor han startede inde og spillede alle 90 minutter som følge af en skade til Filip Novák. Måneden efter, den 5. januar 2017, skrev han som blot 17-årig og førsteårs U/19-spiller under på en treårig fuldstidskontrakt med FC Midtjylland. Det blev samtidig hans eneste optræden i Superligaregi i 2016-17-sæsonen. Han blev for denne sæson kåret som årets udviklingsspiller i FC Midtjylland.
I den efterfølgende sæson opnåede han mere spilletid, idet det blev til 10 optrædeneder i Superligaen (otte som starter, to som indskifter). Han kæmpede i særdeleshed med Marc Dal Hende, der var holdets topscorer i 2016-17-sæsonen, om pladsen på venstre wingback. Han blev medio juni 2018 kåret som årets akademispiller for 2017-18 i FC Midtjylland.

### Borussia Mönchengladbach
19. juni 2018 underskrev Andreas Poulsen en femårig kontrakt med den tyske bundesligaklub Borussia Mönchengladbach, hvor salget ifølge hans hidtidige klub gjorde ham til den hidtil dyreste teenager solgt fra den danske Superliga. Ifølge Ekstrabladet var prisen 34 millioner kroner samt 15 millioner kroner betinget af antallet af kampe.

## Hæder

### Individuelt
- Årets udviklingsspiller (FC Midtjylland): 2016-17[10]
- Årets akademispiller (FC Midtjylland): 2017-18[10]